# Стибаропус
Стибаропусите (Stibaropus henkei) са вид насекоми от семейство Почвени дървеници (Cydnidae).
Среща се в континентални и крайбрежни дюни от Туркменистан и Казахстан до Румъния и Унгария. В България е критично застрашен вид, срещащ се само в ограничени райони по Черноморието. Ларвите и възрастните прекарват повечето време заровени на 5 до 50 cm във влажен пясък, където се хранят от корените на Leymus racemosus, пясъчна амофила (Ammophila arenaria), бесарабски пирей (Elymus farctus).
Таксонът е описан за пръв път от Василий Яковлев през 1874 година.